# Mistrovství Jižní Ameriky ve fotbale 1956
Mistrovství Jižní Ameriky ve fotbale 1956 bylo 24. mistrovství pořádané fotbalovou asociací CONMEBOL. Vítězem se stala Uruguayská fotbalová reprezentace.

## Soupisky
Podrobnější informace naleznete v článku Mistrovství Jižní Ameriky ve fotbale 1956 (soupisky).

## Tabulka
| Tým       | Z | V | R | P | VG | IG | +/- | B |
| --------- | - | - | - | - | -- | -- | --- | - |
| Uruguay   | 5 | 4 | 1 | 0 | 9  | 3  | +6  | 9 |
| Chile     | 5 | 3 | 0 | 2 | 11 | 8  | +3  | 6 |
| Argentina | 5 | 3 | 0 | 2 | 5  | 3  | +2  | 6 |
| Brazílie  | 5 | 2 | 2 | 1 | 4  | 5  | -1  | 6 |
| Paraguay  | 5 | 0 | 2 | 3 | 3  | 8  | -5  | 2 |
| Peru      | 5 | 0 | 1 | 4 | 6  | 11 | -5  | 1 |

- Týmy  Bolívie,  Kolumbie a  Ekvádor se vzdaly účasti.

## Zápasy
| 21. ledna 1956                        |     |                     |                        |
| Uruguay                               | 4:2 | Paraguay            | Uruguay diváci: 55 000 |
| Míguez 12' Escalada 25' 32' Roque 65' |     | Rolón 81' Gómez 89' | Uruguay diváci: 55 000 |

| 22. ledna 1956       |     |           |                        |
| Argentina            | 2:1 | Peru      | Uruguay diváci: 16 000 |
| Sivori 43' Vairo 51' |     | Drago 56' | Uruguay diváci: 16 000 |

| 24. ledna 1956                             |     |              |                        |
| Chile                                      | 4:1 | Brazílie     | Uruguay diváci: 18 000 |
| Hormazábal 8' 83' Meléndez 65' Sánchez 71' |     | Maurinho 38' | Uruguay diváci: 18 000 |

| 28. ledna 1956          |     |      |                        |
| Uruguay                 | 2:0 | Peru | Uruguay diváci: 70 000 |
| Escalada 42' Míguez 73' |     |      | Uruguay diváci: 70 000 |

| 29. ledna 1956 |     |          |                        |
| Brazílie       | 0:0 | Paraguay | Uruguay diváci: 45 000 |
|                |     |          | Uruguay diváci: 45 000 |

| 29. ledna 1956 |     |       |                        |
| Argentina      | 2:0 | Chile | Uruguay diváci: 45 000 |
| Labruna 9' 79' |     |       | Uruguay diváci: 45 000 |

| 1. února 1956          |     |           |                        |
| Brazílie               | 2:1 | Peru      | Uruguay diváci: 20 000 |
| Alvaro 10' Zezinho 80' |     | Drago 42' | Uruguay diváci: 20 000 |

| 1. února 1956 |     |          |                        |
| Argentina     | 1:0 | Paraguay | Uruguay diváci: 20 000 |
| Cecconato 54' |     |          | Uruguay diváci: 20 000 |

| 5. února 1956 |     |             |                        |
| Paraguay      | 1:1 | Peru        | Uruguay diváci: 25 000 |
| Rolón 76'     |     | Andrade 61' | Uruguay diváci: 25 000 |

| 5. února 1956 |     |           |                        |
| Brazílie      | 1:0 | Argentina | Uruguay diváci: 25 000 |
| Luizinho 88'  |     |           | Uruguay diváci: 25 000 |

| 6. února 1956         |     |                   |                        |
| Uruguay               | 2:1 | Chile             | Uruguay diváci: 60 000 |
| Míguez 12' Borges 58' |     | Ramírez Banda 59' | Uruguay diváci: 60 000 |

| 9. února 1956                                      |     |                                                |                       |
| Chile                                              | 4:3 | Peru                                           | Uruguay diváci: 5 000 |
| Hormazábal 15' Muñoz 34' Fernández 70' Sánchez 86' |     | F. Castillo 22' Mosquera 57' Gómez Sánchez 80' | Uruguay diváci: 5 000 |

| 10. února 1956 |     |          |                        |
| Uruguay        | 0:0 | Brazílie | Uruguay diváci: 80 000 |
|                |     |          | Uruguay diváci: 80 000 |

| 12. února 1956                   |     |          |                       |
| Chile                            | 2:0 | Paraguay | Uruguay diváci: 4 000 |
| Hormazábal 15' Ramírez Banda 34' |     |          | Uruguay diváci: 4 000 |

| 15. února 1956 |     |           |                        |
| Uruguay        | 1:0 | Argentina | Uruguay diváci: 80 000 |
| Ambrois 23'    |     |           | Uruguay diváci: 80 000 |